# Daubèze
Daubèze é uma comuna francesa na região administrativa da Nova Aquitânia, no departamento de Gironda. Estende-se por uma área de 5,63 km². Em 2010 a comuna tinha 155 habitantes (densidade: 27,5 hab./km²).